# 키싱

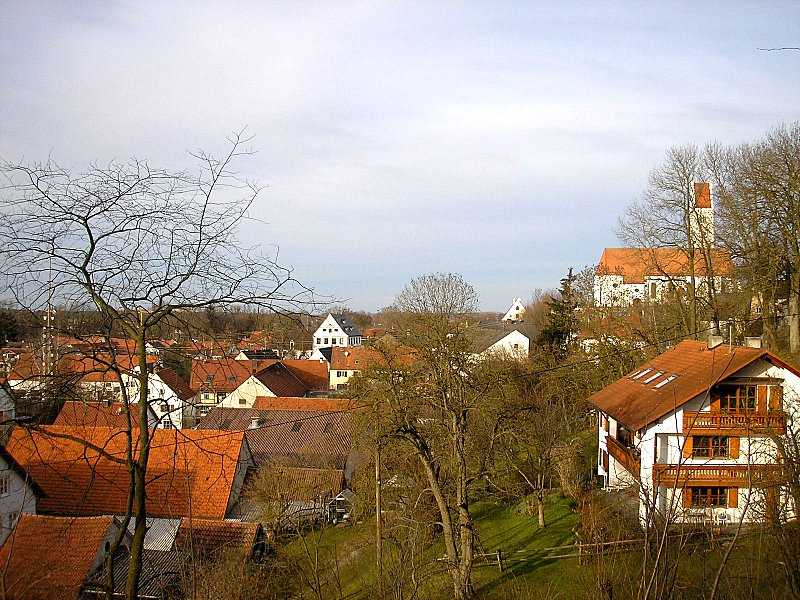

키싱(독일어: Kissing)은 독일 바이에른주 슈바벤 현 아이샤흐프리트베르크에 있는 마을이다. 아우크스부르크에서 남쪽으로 약 5km에 경계를 접하고 있다.

## 행정
의회는 1명의 마을장과 24명의 의원으로 구성된다.

## 교통
키싱은 아우크스부르크에서 뮌헨까지 철도를 따라 위치한다. 이 구간은 1840년에 개업한 바이에른에서 가장 오래된 노선 중 하나이다.